# Hallenhockey-Europameisterschaft der Herren 1984
Die Hallenhockey-Europameisterschaft der Herren 1984 war die vierte Ausgabe der Hallenhockey-Europameisterschaft der Herren. Sie fand vom 10. bis 12. Februar 1984 in Edinburgh statt. Die sechs Teilnehmer spielten in einer Gruppe in einer Einfachrunde gegeneinander. Der Gruppensieger ist gleichzeitig der Europameister.
| Team 1      | Team 2      | Ergebnis |
| ----------- | ----------- | -------- |
| Deutschland | Schottland  | 16:5     |
| Niederlande | Italien     | 16:11    |
| Niederlande | Frankreich  | 10:9     |
| Schottland  | Niederlande | 8:3      |
| Deutschland | Frankreich  | 12:5     |
| Schottland  | Frankreich  | 5:9      |
| Frankreich  | Italien     | 5:5      |
| Italien     | Schottland  | 7:10     |
| England     | Frankreich  | 10:7     |
| England     | Deutschland | 2:11     |
| Italien     | England     | 6:9      |
| Deutschland | Italien     | 17:9     |
| Niederlande | England     | 7:8      |
| Niederlande | Deutschland | 6:11     |
| Schottland  | England     | 1:4      |

Tabelle
| Rang | Land        | Spiele | Tore  | Differenz | Punkte |
| ---- | ----------- | ------ | ----- | --------- | ------ |
| 1    | Deutschland | 5      | 67:27 | +40       | 10:0   |
| 2    | England     | 5      | 33:32 | +1        | 8:2    |
| 3    | Niederlande | 5      | 47:42 | +5        | 6:4    |
| 4    | Schottland  | 5      | 29:39 | −10       | 4:6    |
| 5    | Frankreich  | 5      | 35:42 | −7        | 3:7    |
| 6    | Italien     | 5      | 38:57 | −19       | 1:9    |